# حائل
حائل هي مدينة سعودية، والعاصمة الإدارية والإقليمية لمنطقة حائل. تشتهر بالجبلين الشهيرين جبل سلمى وجبل أجا. تقع حائل في منطقة جبل أجا غربي وادي الأديرع وفي قلبها تقع بئر سماح المشهورة بغزارة وعذوبة مياهها، وتمتد المدينة على شكل قوس حول جبل السمراء، يحدها شرقاً وادي المليح المعروف باسم شعيب المليحيه ويحدها من الشمال والغرب جبل أجا. كانت حائل في القرن التاسع عشر وأوائل القرن العشرين مركزاً لإمارة جبل شمر التي حكمها آل علي ومن بعدهم أسرة آل رشيد، وامتد نفوذها وقت قوتها إلى معظم أرجاء نجد وبعض المناطق المجاورة حتى أسقطها عبد العزيز آل سعود عام 1921م
تعتبر حائل من أهم المواقع الجغرافية التي تشملها المنطقة، وتأتي في مقدمة مدن المنطقة من حيث كونها مركز الحركة التجارية، ومحور حركة النقل والمواصلات، وتقع على دائرة عرض 30 َ 27 ْ، وخط طول 42 َ 41 ْ، ومدينة حائل مدينة حضرية لا يتبعها إدارياً أية قرى، وتوجد بها أمانة المنطقة التي تقدم خدماتها للمدينة وتشرف على البلديات الفرعية الأخرى بالمنطقة.

## التسمية
هناك مسميات عدة لمنطقة حائل اختلف فيها معظم الباحثينن فمنهم من ذكر أنها سميت بحائل؛ لأن موقعها يحول بين جبل أجا وسلمى، وقيل أنها سميت بحائل؛ لأنها لا تلد حاكمًا أجنبيًا إنما حكامها منها، وقيل أنها سميت بحائل لأن موقعها يحول بين بلاد نجد وملحقاتها.
وقد سميت عدد من المواضع في جزيرة العرب بحائل، ذكر ياقوت الحموي في كتابه معجم البلدان: «حائل موضع باليمامة لبني حمان من بني تميم، وقيل حائل وادٍ في الدهناء، وحائل من أرض بني يربوع من تميم قرب المروت، وحائل وادٍ في جبلا طيء.».
كما كانت تسمى مدينة حائل بمفتاح الصحراء سابقاً لأنها المعبر الرئيسي للمتجهين شمالا وجنوبا في شبه الجزيرة، أما عن سبب تسميتها بحائل فهو لأنها كانت تشكل (حائلاً) في أوقات الأمطار بين جبلي أجى وسلمى.[بحاجة لمصدر]
- وصف المؤرخ المسيحي أمين الريحاني مدينة حائل النجدية:[6]

| حائل | حائل عاصمة شمر، فهي من أكبر المدن العربية وأجملها، سكانها نحو ثلاثين ألف وهم مثل أهل القصيم يُكثرون الأسفار والاتِّجار، ويُبارون بالترفُّه أهلَ الأمصار، وبالبسالة والشجاعة أهل القفار، وهناك قرًى عديدة منها قفار، وقبة، وبقعاء، وسميراء، وكهفة هي كلها تابعة لحائل. وإذا سرنا منها شمالًا بغرب واجتزنا النفود الكبرى نصل إلى جوف آل عمرو | حائل |

## تاريخ

### تاريخ السكان
اشتهرت حائل بموقعها المنيع، فكان اهلها يتحصنون بالجبال عند الغزو ومنها ان النعمان بن المنذر اراد ان يستجير بها من كسرى وتقع منطقة حائل على ملتقى طرق القوافل التجارية، وهي تتميز بجو معتدل وطبيعة خلابة، وعلى ذلك يعود تاريخ الاستيطان في هذه المنطقة كما تشير المصادر الأثرية إلى ما قبل الألف العاشر قبل الميلاد، كما توجد فيها آثارا ونقوشا ثمودية ولحيانية وغيرها.. وبعد انهيار سد مأرب، وتشتت القبائل العربية التي كانت تسكن جنوب الجزيرة العربية (واليمن التاريخي وهو يختلف في موقعه وحدوده عن جمهورية اليمن الحالية التي كان معظمها يعرف بأرض حِمّيَرّ نسبة لقبيلة حِمّيَرّ) إلى أنحاء متفرقة من الجزيرة العربية، كانت حائل من نصيب قبيلة طيء القحطانية القادمة من منطقة حصاة قحطان في إقليم عسير جنوب السعودية التي سكنت فيما بين الجبلين أجا وسلمى، فيما كانت الأجزاء الغربية من المنطقة من نصيب قبيلة بني أسد العدنانية.

### المعارك
دارت في المنطقة ومن أجلها معارك عديدة، خصوصا في القرنين التاسع عشر والعشرين، ومن أشهر المعارك التي خاضها أهالي حائل:
- معركة الصريف : أشهر معركة في التاريخ الحديث للجزيرة العربية وقعت في 17 مارس 1901، ودارت بين أهل حائل وشمر بقيادة عبد العزيز المتعب الرشيد من جهة، وبين مبارك الصباح وأهل الكويت وآل سعود وال مهنا أمراء بريدة وال سليم أمراء عنيزة. وانتهت بانتصار أهالي حائل. انظر مقال رئيس: معركة الصريف
- معركة بقعاء : وقعت في بلدة بقعاء التابعة لحائل في يوليو 1842 بين أهالي حائل وعشرة آلاف من قبيلة حرب بقيادة عبد الله وعبيد العلي الرشيد وبين أهالي القصيم. وانتهت المعركة بنصر كبير لأهالي حائل وآل رشيد بعد تخلي ابن ظبيان عن أهالي القصيم.
- معركة الجوي : وقعت في عام 1845 بين جيش آل رشيد وبين أهالي عنيزة بعد أن هاجموا مجموعات من الإبل تابعة لأهالي حائل، وانتهت المعركة بانتصار السرية على أهالي عنيزة.
- معركة المليداء : من أشهر المعارك التي وقعت بين أهالي حائل بقيادة آل رشيد وبين أهالي القصيم بقيادة أمير بريدة حسن ال مهنا، وقعت عام 1891 على عهد محمد بن عبد الله بن علي الرشيد، وانتهت بانتصار حائل،
- معركة النيصية : وقعت في عام 1921 بين أهالي حائل بقيادة محمد الطلال الرشيد، وبين جيوش الملك عبد العزيز، وانتهت المعركة بانسحاب جيوش الملك عبد العزيز، ومن ثم فرض حصار تام على حائل استمر لعدة أشهر وانتهى بسقوطها.

### حكام حائل
| حكام وأمراء حائل                         | حكام وأمراء حائل                                 |
| ---------------------------------------- | ------------------------------------------------ |
| الحاكم                                   | سنوات حكمه (من - إلى)                            |
| حكم آل علي                               |                                                  |
| محمد بن عيسى آل علي                      | 1791 - 1801                                      |
| محمد بن عبد المحسن آل علي                | 1801 - 1818                                      |
| صالح بن عبد المحسن آل علي                | 1818 - 1834                                      |
| عيسى بن صالح آل علي                      | 1837 - 1837 استعاد الإمارة من آل رشيد لأشهر فقط. |
| حكم آل رشيد                              |                                                  |
| عبد الله بن علي الرشيد (المؤسس)          | 1834 - 1847                                      |
| طلال بن عبد الله بن علي الرشيد           | 1847 - 1866                                      |
| متعب بن عبد الله بن علي الرشيد           | 1866 - 1869                                      |
| بندر الطلال الرشيد                       | 1869 - 1873                                      |
| محمد بن عبد الله بن علي الرشيد           | 1873 - 1897                                      |
| عبد العزيز بن متعب بن عبد الله الرشيد    | 1897 - 1906                                      |
| متعب بن عبد العزيز بن متعب الرشيد        | 1906 - 1907                                      |
| سلطان الحمود الرشيد                      | 1907 - 1908                                      |
| سعود الحمود الرشيد                       | 1908 - 1908                                      |
| سعود بن عبد العزيز بن متعب الرشيد        | 1908 - 1920                                      |
| عبد الله بن متعب بن عبد العزيز الرشيد    | 1920 - 1921                                      |
| محمد الطلال الرشيد                       | 1921 - 1921 (سقوط حائل)                          |
| حكم آل سعود                              |                                                  |
| إبراهيم السالم السبهان                   | 1921 - 1923                                      |
| عبد العزيز بن مساعد بن جلوي آل سعود      | 1923 - 1970                                      |
| فهد بن سعد آل سعود                       | 1971 - 1972                                      |
| سعد بن فهد آل سعود                       | 1972 - 1973                                      |
| ناصر بن عبد الله آل الشيخ                | 1974 - 1980                                      |
| مقرن بن عبد العزيز آل سعود               | 1980 - 1999                                      |
| سعود بن عبد المحسن بن عبد العزيز آل سعود | 1999 - 2017                                      |
| عبدالعزيز بن سعد بن عبدالعزيز            | 2017 - حتى الآن                                  |

آل علي وهم أسرة تنتمي إلى قبيلة شمر وهم حكام جبال حائل وفقا للنظام القبلي العرفي الذي كان سائدًا قبل انتشار الدعوة الإصلاحية السلفية، التي تراه نظاما طاغوتيا يحكم بغير ما أنزل الله وكان مركزهم الأول في السويفلة وبعد استقلالهم بالسيادة بعد إجلاء عائلة من بني عمومتهم من طيء ومؤيديها يتزعمهم بهيج بن ذبيان الطائي بنوا قصر برزان، وقد أمتد حكم آل علي فترة طويلة جداً.. إذ تعود بدايات عهدهم إلى أوائل القرن العاشر الهجري 905 م تقريبا وانتهى عام 1253 هـ وبداية عهد جديد المتمثل بالدولة الشمرية الثانية الرشيد، ومن حكام آل علي المعروفين نجد الأمير علي الكبير بن عطية آل جعفر مؤسس دولة شمر الأولى وهو الذي تزعم شمر لطرد عائلة ال علي من بني عمومته من طيء ومؤيديها من جبل شمر، والأمير محمد بن عيسى آل علي الملقب بالأشمل لشمول حكمه نجد وشمال نجد، والأمير فايز بن محمد، والأمير حسين بن عيسى، والشيخ محمد بن عبد المحسن، وهو من بنى قصر برزان وقصر الاعيرف وقصر مغيضة، والداحس وبعض القلاع، وكذلك الأمير صالح بن عبد المحسن، والأمير عيسى بن عبيدالله، والأمير عيسى بن صالح، والأمير صحن بن حمد، والأمير عباس بن علي، والأمير وادي بن شلاش.
ويقول عبيد ابن رشيد:
الدار لليتمان لو يزعل نعيس** ولو تزعل التومان واللي وراها
دارن لنا من دور طيء ليا قيس** بالسيف صبيان الضياغم حماها
قبلك بهيجن حدّروه السناعيس **من عقدة اللي ما يزحزح قناها
وبهيج بن ذبيان الطائي زعيم طيء مات مطعونا من أحد أفراد قبيلة شمر واستولوا على جبال طيء اكد ذلك العريفي في كتابه حائل أخت الجبال.. إنه بعد سقوط الدولة العباسية لم نجد ما يثبت حقيقة الوضع في نجد عدا مايتصل بابن دواس حاكم الرياض وابن عريعر بالأحساء وابن علي بالشمال..
و قد ذكرهم المؤلف الأستاذ فهد العريفي. في كتابه (حائل) في صفحة 64 قائلاً: «أن الذي يحكم منطقة حائل قبل آل رشيد هم آل علي وقبلهم جميعاً بهيج الطائي الذي طردته قبيلة شمر» انتهى كلام العريفي.
- آل رشيد، وينتمون إلى قبيلة شمر أيضاً، ابتدأ حكمهم على يد عبد الله العلي الرشيد عام 1834 إلا أن عيسى بن عبيد الله آل علي استطاع استعادة حكم أباءه عام 1837 بمساعدة من العثمانيين ولكنه لم يبق في الحكم إلا أشهر معدودة، فقد استعاد عبد الله العلي الرشيد الحكم في نفس العام. واستمر حكم آل رشيد حتى سقوط حائل عام 1921 على يد عبد العزيز آل سعود.
- آل سعود، حيث سقطت حائل في يدهم عام 1921، وكان من شروط تسليم حائل أن يكون حاكمها منها، ووافق الملك عبد العزيز وعيّن إبراهيم السالم السبهان حاكماً على حائل، لكن الملك عبد العزيز لم يلتزم بهذا الشرط إلا لعدة أشهر فقط، فلم يلبث حتى عين عبد العزيز بن مساعد بن جلوي عام 1923 أميراً عليها طوال خمسين عاماً كاملة، ثم أصبح الأمير سعود بن عبد المحسن بن عبد العزيز آل سعود من عام 1999م إلى عام 2007م، وعُين بعده الأمير عبد العزيز بن سعد بن عبد العزيز آل سعود أميراً لمنطقة حائل.[8]

## الخصائص الطبيعية والجغرافية
تقع مدينة حائل ضمن أراضٍ ذات منسوب يتراوح بين (825-1050 متر) فوق سطح البحر، فوق طبقات منطقة الدرع العربي شحيحة المياه تحت السطحية، وتربتها طميية عميقة صالحة للزراعة، والتركيب الجيولوجي من رواسب العصر الرباعي، كما يتكون شرق المدينة من صخور جرانيت غير متمايزة، أما المناطق في غرب المدينة فهي عبارة عن مرتفعات جبال أجا التي تصل إلى 1490 م فوق سطح البحر، كما يوجد في شرق المدينة وجنوبها الشرقي سلاسل جبال الأحيمرات ومروره والمعلق، والمدينة نفسها تقع في وادي فسيح هو وادي الأديرع وشعابه.
البيئة الطبيعية للمدينة وما حولها تتميز بوجه عام بالتنوع في التكوينات، مما أعطى المناطق المحيطة بها خصائص طبيعية مميزة لها بصفة عامة ونطاق مدينة حائل بصفة خاصة.
تتعدد أنواع التضاريس الجغرافية في منطقة حائل، ففيها الجبال والسهال والأودية والصحاري الرملية وكذلك أراضي صخور الحرّة. وأهم المعالم الجغرافية:
- جبال أجا وسلمى ورمان وجبل الراس الأبيض بحرة بني رشيد.
- صحراء النفود الكبير.
- الحرة وهي حرة بني رشيد.
- العديد من الأودية من أهمها وادي هدباء ووادي شبيكة رمان ووادي الأديرع.

## الخصائص الاجتماعية والاقتصادية
يبلغ عدد سكان منطقة حائل 746,406 نسمة في الوضع الراهن طبقاً لإحصائية تعداد السعودية 2022. وتعد مدينة حائل أهمَّ المراكز الخدمية على مستوى المنطقة، والنشاط الرائد في المدينة هو النشاط الخدمي والإداري بجانب النشاط التجاري، إضافةً إلى المنطقة الصناعية الخاصة بالورش الحرفية المختلفة، والمدينة الصناعية الجديدة التي أنشأتها وزارة الصناعة وبدأ العمل فيها، هذا ويعمل عددٌ كبير من السكَّان بالوظائف الحكومية.
إلى جانب ما يتوفر في مدينة حائل من أنشطة اقتصادية، تذخَر المدينة برصيد من الآثار ذات الأهمية التاريخية والثقافية التي تعد ركيزةً للنشاط السياحي وما يتولد عنه من أنشطة مساندة ومكمِّلة للعمل السياحي.

## الخدمات

### العُمران والبنية التحتية

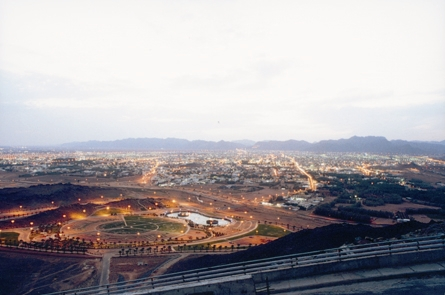

يغطي عمران مدينة حائل مساحة تقدر بحوالي 64855.82 هكتار في الوضع الراهن، بكثافة سكانية تصل إلى 4.3 شخص/هكتار، والمدينة كبيرة الحجم حيث أنها العاصمة والمدينة الأولى على مستوى المنطقة، وتمثل مركزاً تجارياً وخدمياً كبيراً، بل مركزاً للنقل والمواصلات ومعبراً للتجارة من شرق المملكة إلى غربها، وهي كذلك تجمع سكاني يستقطب أكثر من 50% من إجمالي سكان المنطقة، وتتنوع الاستعمالات المختلفة بالمدينة حيث أنها تشكل مركزاً وطنياً للنمو، ويضم نطاقها القروي في الوضع الراهن 13 قرية، تتبع أو تشكل مراكز إدارية مختلفة، ولكن نظراً لعوامل نمو المدينة وهجرة السكان إليها فقد تلاحمت الكتلة العمرانية مع هذه القرى وأصبحت تكون معها نسيجاً عمرانياً واحداً، ويبلغ عدد السكان بمدينة حائل والقرى التي تلتحم معها وتشكل نطاقاً قرويا لها حوالي 278525 نسمة.
يوجد بالمدينة مستشفيان حكوميان هما (مستشفى حائل العام) و (مستشفى الملك خالد) وبالإضافة إلى عدة مراكز رعايا بالأحياء، ومستشفى الملك سلمان التخصصي بحي أجا بالأضافه إلى مبنى مستشفى حائل العام الجديد بحي النقرة، ويوجد مطار حائل الإقليمي، وفروع الجهات الحكوميه كامله في مبنئ (الدوائر الحكوميه)، ويوجد منتزهات بريه وحدائق في المنطقة ومنها منتزه مشار البري وحديقة الأمير سعود بن عبد المحسن وحديقة السلام ومنتزه الشباب بحي الزهراء.
تضم مدينة حائل في وضعها الراهن العديد من استعمالات الأراضي، فهناك المناطق السكنية، والمناطق السكنية الزراعية، والمناطق الترفيهية والمنتزهات، والمناطق الثقافية والأثرية، كما تضم المناطق الحكومية والخدمية والمرافق العامة والمطار الدولي والجامعة وكذلك المناطق الصناعية، والأسواق والمناطق التجارية، إلى جانب وجود بعض الأماكن ذات الاستعمالات الخاصة (العسكرية)، بالإضافة إلى وجود بعض الأماكن الجبلية الوعرة، والأراضي الفضاء الصالحة للتنمية العمرانية،

### أهم ألأحياء والطرق في المدينة

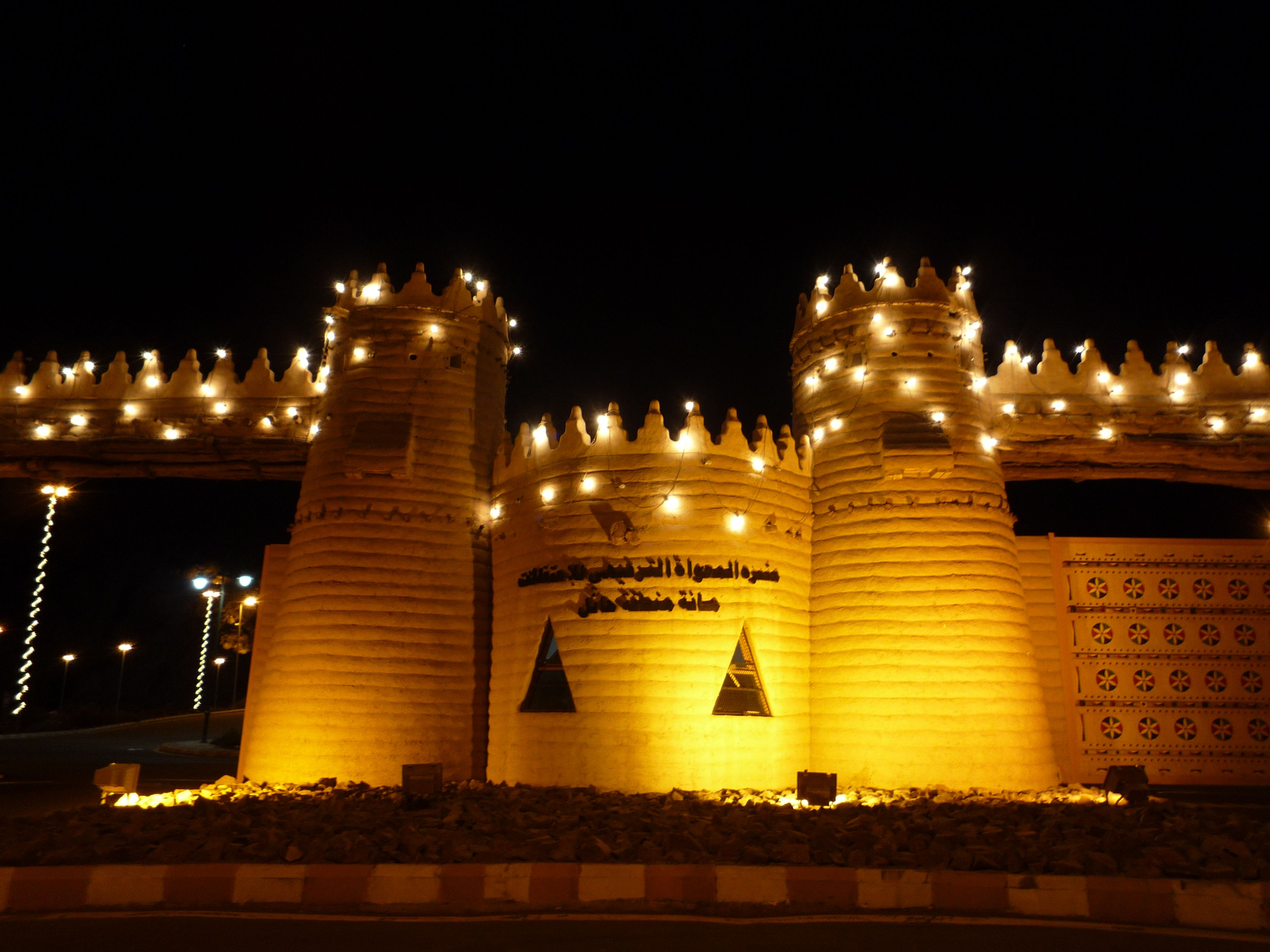

حي المملكة - حي المزعبر - حي الملك عبد الله - حي البادية - حي الخزامى - حي الزهرة - حي المصيف - حي اجا - حي العزيزية - حي السمراء - حي الشفا - حي التلفزيون - حي المطار - حي المحطة - حي الإسكان - حي لبدة -حي صبابة - حي شراف - حي سماح - حي برزان - حي صلاح الدين الشرقي - حي صلاح الدين الغربي - حي الوسيطاء - حي العليا - حي النقرة - حي الحوازم - حي الطريفي - حي الجامعيين - حي المنتزة الشرقي - حي المنتزة الغربي - حي الزهراء - حي الزبارة - حي النقرة - ضاحية الملك فهد - حي صديان الغربي - حي صديان الشرقي .
أهم الطرق :
طريق الملك عبد العزيز - طريق الملك سعود - طريق الملك فيصل - طريق الأمير عبد العزيز بن مساعد بن جلوي - طريق الملك عبد الله - طريق الأمير سلطان بن عبد العزيز (الإتصالات) - طريق ألأمير نايف بن عبد العزيز - طريق حائل الجوف السريع - طريق حائل القصيم السريع - طريق حائل المدينة المنورة السريع.

### مؤسسات وجمعيات ثقافية
- النادي الأدبي بمنطقة حائل
- مكتبة حائل العامة
- فرع جمعية الثقافة والفنون بمنطقة حائل
- ملتقى السيف الثقافي
- مكتبة فهد العريفي

## التقسيم الإداري
تضم منطقة حائل 8 محافظات بالإضافة إلى إمارة حائل عاصمة المنطقة:
- مدينة حائل هي عاصمة المنطقة وأكبر مدنها، وهي مركز صناعي وتجاري ضخم ومن محافظاتها:
- محافظة بقعاء وهي أكبر المناطق الزراعية في الإقليم.
- محافظة الغزالة وتقع جنوب المنطقة
- محافظة الشنان تقع شرق حائل.
- محافظة موقق.
- محافظة الحائط.
- محافظة السليمي.
- محافظة الشملي.
- محافظة سميراء.

## السياحة الآثار

### الجبال

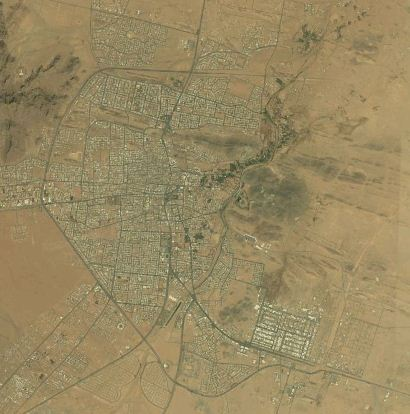
مدينة حائل

من أشهر الجبال، الجبلين: جبل أجا الواقع شمال غرب المدينة وجبل سلمى الواقع جنوب شرق المدينة على بعد 60 كم وجبل سلمى وجبل أجا وسلمى مشهورين في التاريخ العربي. وكذلك جبل السمراء وجبل الرُمّان نسبة لشجرة الرُمّان المعروفة . وجبل عراف الذي اكتشف بالقرب منه موقع يُعد من أهم مواقع فترة ما قبل التاريخ.

### قلعة برزان
قلعة برزان أو قصر برزان بناه الأمير محمد بن عبد المحسن آل علي وأصبح قصر الحكم لـ امارة آل علي وبعدها أيضا أصبح قصر الامارة في عهد آل رشيد والقلعة حاليا مندثرة ولايبقى سوى سوق برزان واما القلعة الضخمة فلم يتبقى لها شيء سوى في كتب الرحالة ومنها نستقي منهم وصفها كما زارها أحدهم فقال عنها: "والقلعة من الداخل كانت عبارة عن ممر ملتو مظلم قد يكون شيد بهذه الطريقة لغرض الدفاع حين هجوم الأعداء، ومن ثم ينحدر الممر وتقوم على جانبه أعمدة وعلى أحد الجوانب يوجد باب منخفض وكان بابا للمجلس وكان باتساع 21 م×9 م تقريبا وصفا من السواري بعدد خمس ويضيء الغرفة فتحات مربعة صغيرة قريبة من سقف الغرفة، وكانت الغرفة رطبة وعالية السقف، وقد كان على الحائط أوتاد من الخشب مثبتة قد تكون لتعليق الثياب أو الأسلحة، واما بهو القلعة فقد كانت متسعة بمقدار 30 م × 15 م وكان للقلعة طابق ثاني بها الغرف العالية لعائلة آل رشيد ويكثر بالقلعة الممرات والغرف الكثيرة".

### قلعة اعيرف
قلعة تاريخية تقع على جبل صغير في وسط مدينة حائل ويعود تاريخ إنشائها إلى العصر الجاهلي قبل الإسلام.. وهي إحدى المعالم الشهيرة بمنطقة حائل ومرتعا للزوار الأجانب والرحالة والمستشرقين منذ القدم.. وقد كانت القلعة في بداياتها قبل مئات السنين مبنية من الحجر ثم أعيد بناؤها من الطين في عهد أسرة آل علي عام 1200هـ عندما كانوا حكاما على منطقة حائل قبل حكم أسرة آل رشيد.. كما شهدت القلعة منذ ذلك التاريخ عدة عمليات ترميم كان اولها عام 1217هـ في نفس العهد لأسرة آل علي.

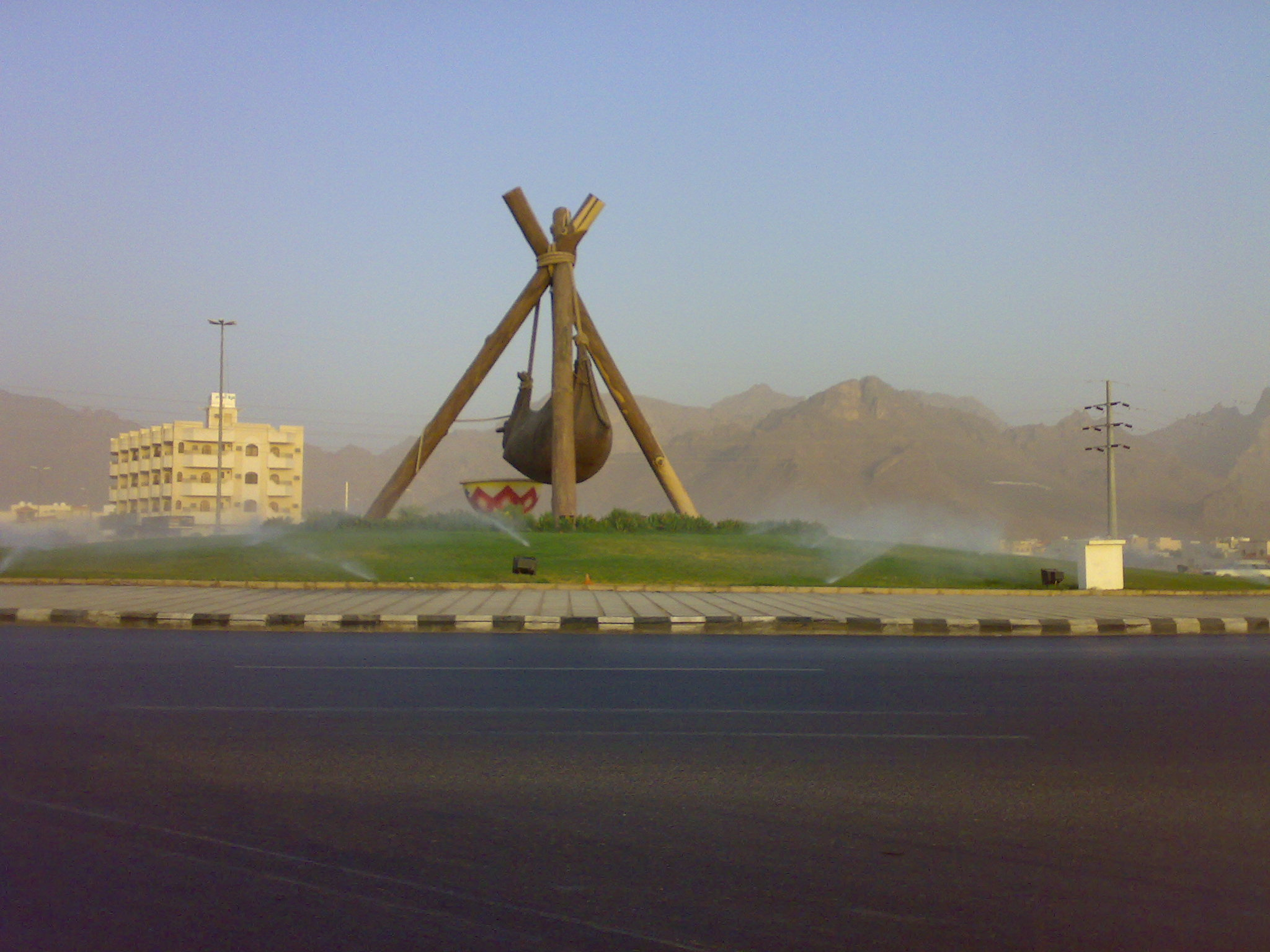

وفي عام 1338هـ أثناء حكم أسرة الرشيد على حائل وقبل دخول الملك عبد العزيز بن عبد الرحمن آل سعود مدينة حائل بسنتين شهدت القلعة عملية ترميم أخرى كما شهدت عام 1404هـ عملية ترميم أخرى وبتكلفة قدرت بمليوني ريال سعودي. أما آخر عملية ترميم فقد جرت عام 1422هـ وكان مدة العقد سنة كاملة.. وقد استخدمت بها وسائل طينية حديثة تكفلت بها وكالة وزارة المعارف السعودية للآثار والمتاحف. والقلعة عبارة عن مبنى طيني مستطيل الشكل يتكون جزء منه من دورين بطول 40 متراً وعرض 11 متر.. وقد استخدمت القلعة في الماضي ضمن سبع قلاع كانت تحيط بحائل المدينة لأغراض عسكرية ومراقبة الجيوش والقوافل القادمة إلى حائل، أما اليوم فهي تستخدم منصةً لإطلاق مدافع الإفطار والإمساك لشهر رمضان المبارك ومدفع الأعياد والمناسبات، وتتكون وحداتها المعمارية من برج رئيس للمراقبة، ومصلى، وغرفتين، وفنائين مكشوفين، ونظراً لطبيعة أرضيتها تتفاوت مستوياتها الأرضية من الداخل.

### قلعة القشلة
إن مساحة مبنى القشلة الذي كان عبارة عن ثكنة عسكرية شيد عام 1360 هـ في عهد الملك عبد العزيز، وانتهى العمل فيه عام 1362 هـ وهو مبنى طيني مستطيل الشكل مكون من دورين تبلغ مساحته 20022 متراً مربعا وطوله 142 م وعرضه 141 م وارتفاعه 10 م وبه 193 عمودا وثمانية مربعات كبيرة وبابان كبيران ويحتوي على 83 غرفة في الدور الأرضي و59 غرفة في الدور الأول وتم الانتهاء من ترميمه كاملا من قبل إدارة الاثار والمتاحف بوزارة التربية والتعليم.
ومن رؤيتنا للمبنى الأثري فقد صمم في أركان المبنى أربعة أبراج مربعة الشكل وأربعة أبراج مربعة أيضاً في منتصف الأسوار يطلق عليها (أبراج ساندة) وللمبنى مدخلان أحدهما رئيسي يقع في منتصف الواجهة الشرقية من المبنى والتي تحوي زخارف قليلة، والآخر يقع بالجهة الجنوبية وهو المستخدم حالياً.ومن الصورة التي اخذتها.

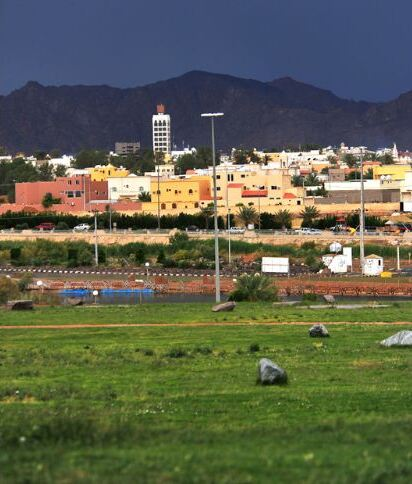
مدينة حائل عاصمة المنطقة وبها الإمارة

الجدير بالذكر أن مبنى القشلة التاريخي بمدينة حائل على طراز المدرسة النجدية التي كانت سائدة في العمارة الإسلامية، ومعنى الاسم قشلة: لفظ محرف عن أصله التركي - قيشلق - معناه المأوى الخاص بالشفاء.. أطلق في العصر العثماني المتأخر على قلاع الجنود ومراكز اقامتهم بمدينة حائل والقلعة عبارة عن ثكنة عسكرية لتدريب وإقامة الجند بغرض التدريب والإقامة السكنية لحفظ الأمن والاستقرار، وفي المبنى الزخارف الجصية المنتشرة في المجالس وغرف القهوة بمبنى القشلة وهي سمة من سمات العمارة التقليدية في منطقة حائل. وتتميز هذه الزخارف بأنها من الجص المزين بعناصر هندسية أو نباتية تجريدية قد تكون في جدار واحد أو في جدارين متعامدين، ويوجد الوجار وهو عبارة عن حفرة منخفضة عن مستوى الأرض.
وكان الغرض من بنائه سكن لحامية عسكرية من قبل الملك عبد العزيز لاستتباب الأمن في المنطقة بعد التوحيد تحت راية واحدة. واستمر العمل في بناء القشلة عاماً ونصف العام واستمر استغلال (القشلة) للهدف الذي بنيت من أجله حتى عام 1375 هـ بعد أن تركها الجيش بعامين فأصبحت مقراً لشرطة المنطقة حتى عام 1395 هـ، بعدها سلمت القشلة لوكالة الآثار والمتاحف بوزارة المعارف لتصبح مبنى تاريخياً وتم تحويله إلى مركز ثقافي وحضاري يروي للأجيال القادمة تاريخ توحيد المملكة. وقد دعم بثمانية أبراج ارتفاع البرج 12 متراً وزينت مداخل المبنى بالزخارف التي عملت من الجص كتب عليها عبارات منها: يعيش مولانا الملك عبد العزيز بن عبد الرحمن آل سعود. وبني المبنى من دورين الدور الأرضي يشتمل على 83 غرفة بالإضافة إلى القبب العالية والدور العلوي 59 غرفة بالإضافة لمباني الخدمات الأخرى. تراوحت أجور العاملين في المبنى في ذلك الوقت بين ريال إلا ربعاً فضي إلى عشرة ريالات فضية (للستاد) وهو الذي يتولى البناء وكان عددهم (8). شرفت حائل بزيارة الملك عبد العزيز بعد توحيد المملكة مرتين، الأولى عام 1353 هـ والثانية أثناء العمل في بناء القشلة عام 1360 هـ.

### ضايف
موقع أثري في منطقة حائل وجدت على صخوره خطوط كوفية وثمودية ورسوم لأشخاص وحيوانات.

### مستكشفون زاروا المنطقة
- الفنلندي جورج أوغست فالين.
- الإنجليزي ويليام بالغريف.
- الإيطالي كارلو غوارماني.
- الإنجليزية الليدي آن بلنت.
- الألماني يوليوس أويتنج.
- الفرنسي تشارلز هوبر.
- الإنجليزية غيرترود بيل.
- الإنجليزي تشارلز داوتي.
- الروسي إدوارد نولده.
- ويليام سون
- ألويس موزل
- الدون روتر
- إدوارد بودل وبرمان.[14]

## في الأدب والثقافة

### شعر
حائل في قصائد شعراء المعلقات:
امرؤ القيس:
- أبت أجا أن تُسلِمَ اليوم جارها فمن شاء فلينهض لها من مقاتل
- تبيت لَبُوني بالقريّة آمِناً وأسرّحها غباً بأكنافِ حائل

زهير بن أبي سلمى:
- وقد أراها حديثاً غير مقوية السر منه فوادي الجفر فالهدم
- فلا مكان إلى وادي الغمار فلا شرقي سلمى فلا فيد فلا رهم

طرفة بن العبد:
- لخولة أطلالٌ ببرقة ثهمد تلوح كباقي الوشم في ظاهر اليد
- بروضة دعميٍ فأكناف حائل ظللت بها أبكي وأبكي إلى الغد

## أعلام من المدينة

### أدباء
- جارالله الحميد.[15]
- عبد الرحمن بن زيد السويداء
- فهد السلمان
- سعود البلوي
- فهد العلي العريفي
- سعد العفنان
- نجم الأسلمي.[16][17]

### مشاهير
- حاتم الطائي مضرب المثل في الجود، وأكرم العرب قاطبة.
- سفانة بنت حاتم. ابنة حاتم الطائي دار بينها وبين الرسول محمد حوارٌ بليغٌ بعد أسرها.
- عدي بن حاتم. ابن حاتم الطائي وملك قبيلة طيء، صحابي ساند علي بن أبي طالب في حرب الصحابة.
- عيسى بن أجود الطائي رافع راية شمر في حرب بقية أفرع قبيلة طيء بعد التنازع الذي حصل بينهم.
- كريم سبلا الشيخ ارحمة آل بقار شيخ الأسلم من شمر المشهر بالكرم والفروسية قتل عام 1779 م.
- السمن العرابي أخو خـنساء الأمير محمد بن عيسى ال علي أمير شمر ومدينة حائل.
- الأمير سعود بن عبد المحسن بن عبد العزيز أمير منطقة حائل وصاحب الفضل في نهضتها. جلب للمنطقة الكثير من المشاريع ومن أهمها مشروع مدينة الأمير عبد العزيز بن مساعد الرياضية. كما أن رالي حائل -أول رالي سعودي- تم تحقيقه في عهده.
- الأمير عبد العزيز بن سعد بن عبد العزيز آل سعود أمير منطقة حائل (عُيِّنَ في 25 رجب 1438 للهجرة (الموافق 22 أبريل 2017م).
- محمد الدعيع حارس مرمى المنتخب السعودي.[18]
- معشي الذيب الشيخ مكازي بن سعيّد من العليان من عبده من شمر اشتهر بالفروسية والكرم.
- الأمير محمد بن عبد المحسن ال علي الذي يلقب بأمير المسلمين.
- الأمير عيسى بن عبيدالله ال علي الذي وصلت دولة آل رشيد في حكمه إلى أوسع نطاقاتها.
- عبد العزيز المتعب الرشيد ثاني أمراء نجد من أسرة آل رشيد و سادس حكام إمارة جبل شمر و من فرسان قبيلة شمر و نجد و شبه جزيرة العرب كلها، ويلقب بـ (الجنازة) لفرط شجاعته وإقدامه على الموت.
- ناصر السعيد أول معارض سياسي للدولة السعودية الثالثة، بدأ ظهوره أثناء عهد الملك سعود، وواصل عمله السياسي من مصر وسوريا ولبنان أثناء فترة حكم الملك فيصل. طالب في خطاب ألقاه في حائل أمام الملك سعود بإعطاء المواطنين حقوقهم السياسية وقاد عدة مظاهرات وإضرابات في الظهران إبان عمله في شركة أرامكو.
- طلال المحمد الرشيد ابن آخر حكام أسرة آل رشيد، أعلن في أغسطس 2006 من باريس عن إنشاء «جبهة المعارضة السعودية الديمقراطية»، لتحقيق الديمقراطية والعدالة والمساواة في السعودية.
- الدكتورة مضاوي الرشيد، المؤلفة والأكاديمية السياسية المعروفة، وأستاذة علم الاجتماع في قسم اللاهوت بكلية الملوك في جامعة لندن.
- الدكتور شائم بن لافي الهمزاني الشاعر والأكاديمي والناشط الحقوقي والسياسي المعروف، أستاذ علم الاجتماع بكلية العلوم الاجتماعية في جامعة الإمام محمد بن سعود بالرياض. له دراسة ميدانية عن التنمية والتغير الاجتماعي في منطقة حائل، وأخرى عن علاقة الواقع الاجتماعي بالوعي الديني، بالإضافة إلى العديد من البحوث، والشعر العامي والفصيح.
- الشيخ عيسى بن سعود بن سليمان ال علي، وتقلد العديد من المناصب القياديه في كثير من القطاعات الحكومية وعمل مستشار شرعي بأمارة منطقة حائل واسندت اليه إدارة فرع وزارة العدل وظل مديرا عاما لها
- العميد (صالح بن عقيل العقلاء) عميد سابق في القوات الجوية الملكية السعودية، التحق بالجيش الفرنسي وعمره 14 عاما وشارك في الحرب العالمية الثانية.
- إبراهيم المحمد الشويعر. اسمه الكامل إبراهيم المحمد العبد الله بن مانع بن حمد بن ناصر من سلالة جبر بن سيار من الدعوم من بني خالد. ولد في آخر القرن الثالث عشر في مدينة حائل. أخواله البكر من بني تميم وأخوال أبيه السبهان فأبوه ابن خالة لسعود الرشيد. كان إبراهيم أحد رجالات سعود الرشيد حتى مات وكان يدافع عن حائل دفاع الابطال.الملك عبد العزيز جعله أحد رجاله وعين ولده سعود أميرا على الدوادمي وهو أميرا على فرسان الجزيرة المعروفة ثم ترك الأمارة وتوجه إلى حائل.ولقد كان إبراهيم بعد وفاة الملك عبد العزيز من كبار الجلساء عند الملك فيصل ولقد سكن في مكة والطائف وله أصدقاء كثر هناك وله علاقة بمحمد الأحمد السديري وكان جميع أمراء حائل يحتفون به والأمير مقرن حيث كان يأتيه قبل أن يسافر ويأتيه إذا عاد ولقد كان شاعرا مجيدا، توفي سنة 1405 هــ بمرض وقد تجاوز الخامسة والتسعين.
- العقيد والفارس والمستشار الحربي (غضبان ابن رمال) كان ساعد ابن رشيد الأيمن في أغلب حروبه.
- (أبا العماريات) فلاح بن مخيدش من أبرز الفرسان وممن شارك في معركة الصريف، وقد قتل اخوه الفارس زياد بن مخيدش بنفس المعركة ورثاه الأمير حمود العبيد الرشيد (زياد يامقدم الفرسان-ليا لفونا هل الحردي).
- (دغيم الظلماوي) راعي القهوة والمشهور بالكرم وصاحب قصيدة (يا كليب شب النار يا كليب شبة).
- (راعي الحرشى) هو متعب بن غنيم بن رمال فارس اشتهر بالشجاعة والحكمة.
- عقاب ابن عجل قائد جيش إمارة جبل شمر .
- السندي خلف الزويمل: وكان من أشهر الفرسان وهو أخو هياء ومن بعض القابه «حامي البيرق»